# استهلال (دراما)

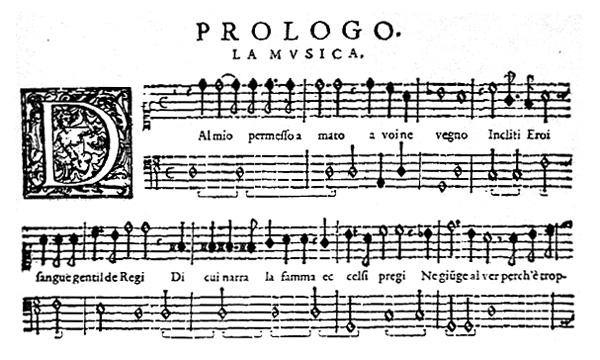

الاستهلال أو الديباجة أو البرولوغ (مصطلح مُشتق من الكلمة اليونانية برولوغوس، التي تُقسم إلى برو التي تعني «قبل» ولوغوس التي تعني «الكلمة»)، وهو مدخل القصة الذي يحدد السياق، ويعطي بعض التفاصيل حول خلفية القصة، أو يتحدث في بعض الأحيان عن قصة سابقة ومرتبطة بالقصة الرئيسية، أو يطرح مجموعةً متنوعةً من المعلومات. يشتمل معنى كلمة برولوغوس اليونانية القديمة على المعنى الحديث لكلمة استهلال، لكنه كان ذو دلالة أوسع كما هو الحال في مصطلح الفاتحة. وبناءً على ذلك، يُمكن الاستنتاج أن الاستهلال ذو أهمية كبرى فيما يتعلق بالدراما اليونانية، إذ حل الاستهلال أحيانًا محل القصص الرومانسية التي تسبق أحداثها -أو أحداث جزء منها- أحداث المسرحية في حد ذاتها.

## اللاتينية

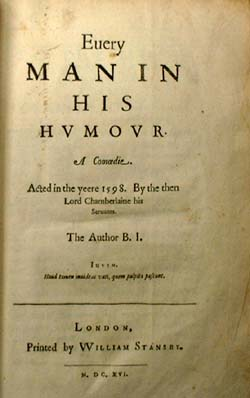
صفحة العنوان لطبعة عام 1616 من مسرحية "Every Man in His Humour"، للكاتب الإنجليزي بن جونسون التي ألفها عام 1598.

اتّسم الاستهلال على المسرح اللاتيني بكونه أكثر استفاضةً من نظيره افي أثيناـ، إذ يمكننا أن ندرك الأهمية التي أولاها بلاوتوس لهذا الجانب الترفيهي من خلال النظر إلى بنية القصائد التي اختاراها بحرص لتكون بادئةً لمسرحياته. تظهر ذروة عبقرية بلاوتوس أحيانًا في الاستهلال الرومانسي المتقن كما هو الحال في فاتحة مسرحية الحبل، إذ عادةً ما تُلقى هذه القصائد على لسان أشخاص لا يظهرون في المسرحية حتّى.
أعاد موليير إحياء الاستهلال البلاوتوسي في مقدمة مسرحيته أمفيترون، بينما أدخل راسين شخصية بايتي باعتبارها المتحدث في الاستهلال الذي كتبه لمسرحيته التراجيدية الكورالية أستير.
تركت تقاليد القدماء أثرًا جليًا على مسرحيينا الأوائل. لم يقتصر الأمر على افتتاح مسرحيات الأسرار ومسرحيات المعجزات في العصور الوسطى بواسطة موعظة أخلاقية وحسب، بل بقي مفهوم الاستهلال موجودًا حتى بعد دخولنا في العصر الحديث للدراما في عهد الملكة إليزابيث، حين استُمد مفهوم الاستهلال من أعمال يوربيديس وترنتيوس. جهّز ساكفيل - لورد مدينة باكهيرست - ما يُمكن اعتباره استهلالًا في مشهد صامت لمسرحيته غوربودك في عام 1562، وكتب أيضًا مقدمةً استهلاليةً شهيرةً – أو استهلال عمليًا- لمتفرقات من الملاحم الرومانسية القصيرة التي كتبها مجموعة من المؤلفين.

## العصر الإليزابيثي
أدى الاستهلال في دراما عصر النهضة وظيفةً محددةً في أغلب الأحيان، ألا وهي كونه مرحلةً انتقاليةً وتوضيحًا للجمهور. تجسد الاستهلال في خطاب مباشر يدلي به ممثل واحد، إذ عمل الاستهلال بمثابة مناشدة لجذب انتباه الجمهور وتعاطفه، وعرض للسياق التاريخي، وإرشاد الجمهور إلى موضوعات المسرحية، فضلًا عن كونه أحيانًا مجرد إخلاء للمسؤولية. يُعبّر عن الاستهلال في هذا الأسلوب -مثله مثل أي أداء مكتوب- من خلال النص المكتوب والممثل الذي يلقي هذا النص والطريقة التي تُعرض بها لغة النص. يتجاوز الاستهلال الحدود بين الجمهور والممثلين والشخصيات والكتاب المسرحيين من خلال إرشاد الجمهور بعيدًا عن الواقع كي يدخلوا إلى عالم المسرحية، أي يخلق الاستهلال تمييزًا بين الفضاء الخيالي داخل المسرحية والعالم الخارجي. وردت العديد من الملاحظات التي تحدثت عن استخدام بن جونسون المتكرر للاستهلال لتذكير الجمهور بالعلاقات المعقدة بين أنفسهم من جهة وجميع جوانب الأداء المسرحي من جهة أخرى. 
يظهر الممثل المسؤول عن إلقاء الاستهلال مرتديًا ملابس سوداء، الأمر الذي يُعتبر بمثابة تناقض صارخ مع الأزياء المتقنة المستخدمة أثناء المسرحية. بالإضافة إلى ذلك، لا يرتدي هذا الممثل قبعةً أو يضع مساحيق التجميل. قد يحمل الممثل كتابًا أو لفيفة أو لافتة تعرض عنوان المسرحية. يُستدعى الممثل من خلال ثلاث نفخات قصيرة في البوق، إذ يدخل المسرح عند النفخة الثالثة ويتخذ موقعه في أسفل المنصة. ينحني الممثل ثلاث مرات مستخدمًا الأسلوب المتّبع حينها في البلاط ثم يخاطب الجمهور. اعتُبر الاستهلال الإليزابيثي فريدًا من نوعه من حيث دمجه لجوانب عدة من التقاليد الكلاسيكية وتقاليد العصور الوسطى. يتوافق الاستهلال في التقاليد الكلاسيكية مع أحد الأنواع الفرعية الأربعة: سوستاتيكوس (الإطرائي) حيث يوصي الممثل بالمسرحية أو الشاعر، وإيبيتيميتيكوس (النقدي) حيث يُلعن أحد المنافسين أو يُشكر الجمهور، ودراماتيكوس (السردي) حيث تُشرح حبكة المسرحية، وميكسيتوس (المزجي) الذي يشتمل على كل ما سبق. ينطوي الاستهلال في تقاليد العصور الوسطى على تعبيرات متعلقة بالأخلاق والتواضع، بالإضافة إلى الوعي الذاتي الميتامسرحي، والاطلاع الصريح على العقد المالي الذي يضطلع به الممثلين والمؤلفين المسرحيين المأجورين والجمهور الذي يدفع هذه الأجور.